# 9-я пехотная дивизия (Болгария)
9-я Плевенская пехотная дивизия (болг. Девета пехотна плевенска дивизия) — воинское формирование болгарской армии в годы Первой Балканской и Первой мировой войн.

## История

### Формирование
В 90-е гг. XIX в. район Плевена контролировался 6-й Бдинской дивизией. В 1904 г. в 6-м дивизионном округе были созданы четыре новых полка, и округ был разделён на два — 6-й и 9-й. В состав 9-й дивизии вошли два пехотных полка из старой 6-й дивизии, составившие 1-ю бригаду (4-й Плевенский и 17-й Доростолский), и два полка, переформированные из резервных (33-й Свиштовский и 34-й Троянский), а также вновь сформированный 9-й артиллерийский полк. После сформирования в Болгарии в 1907 г. военно-инспекционных областей 9-я дивизия наряду с 4-й и 5-й вошла в состав 3-й военно-инспекционной области. Первым командиром дивизии был Павел Христов. В довоенные годы в дивизии появился воздухоплавательный отряд ("балонно отделение").

### Первая Балканская война
Во время Первой Балканской войны 9-й дивизией командовал генерал-майор Радой Сираков. Дивизия как часть 2-й болгарской армии генерал-лейтенанта Николы Иванова участвовала в осаде Адрианополя, а в составе 3-й болгарской армии под командованием генерал-лейтенанта Радко Димитриева участвовала в Чаталджинской операции.

### Первая мировая война
Перед началом Первой мировой дивизией командовал генерал-майор Стефан Нерезов, а позднее эту должность занял Владимир Вазов. В 1-й бригаде дивизии состояли 4-й и 17-й пехотные полки, во 2-й бригаде — 33-й и 34-й, в 3-й бригаде — развёрнутые при мобилизации 57-й и 58-й.
В рамках боевых действий против сербских войск 1 октября 1915 дивизия вступила в бой на линии Балта-Бериловац — ущелье Свети-Никола — Писана бука — Чипровский проход. Попытка взять Модру-стену и Дренову-главу не увенчалась успехом, и войска бросили свои силы на взятие Ниша, который пал 4 ноября. Во время Косовской операции вместе с 6-й Бдинской дивизией 9-я дивизия атаковала в двух направлениях, не встречая сопротивления и успев добраться до Приштины к 24 ноября 1915. На юге в начале сентября 1918 года дивизия заняла участок фронта от села Даутли до Дойранского озера. В составе дивизии были 17 батальонов пехоты и один эскадрон конницы при 119 орудиях, 34 миномётах и 184 пулемётах. Особенно дивизия прославилась в Дойранской эпопее с 16 по 19 сентября 1918 года, отражая атаки превосходящих сил экспедиционного корпуса Антанты.
9-я дивизия была расформирована в июле 1919 г.

## Командиры
| # | Звание        | Имя            | Время                        |
| - | ------------- | -------------- | ---------------------------- |
| ? | генерал-майор | Павел Христов  | 1904                         |
| ? | генерал-майор | Радой Сираков  | 1912—1913                    |
| ? | генерал-майор | Стефан Нерезов | сентябрь 1915—2 декабря 1916 |
| ? | полковник     | Владимир Вазов | 1 марта 1917—1918            |